# Весы Киббла

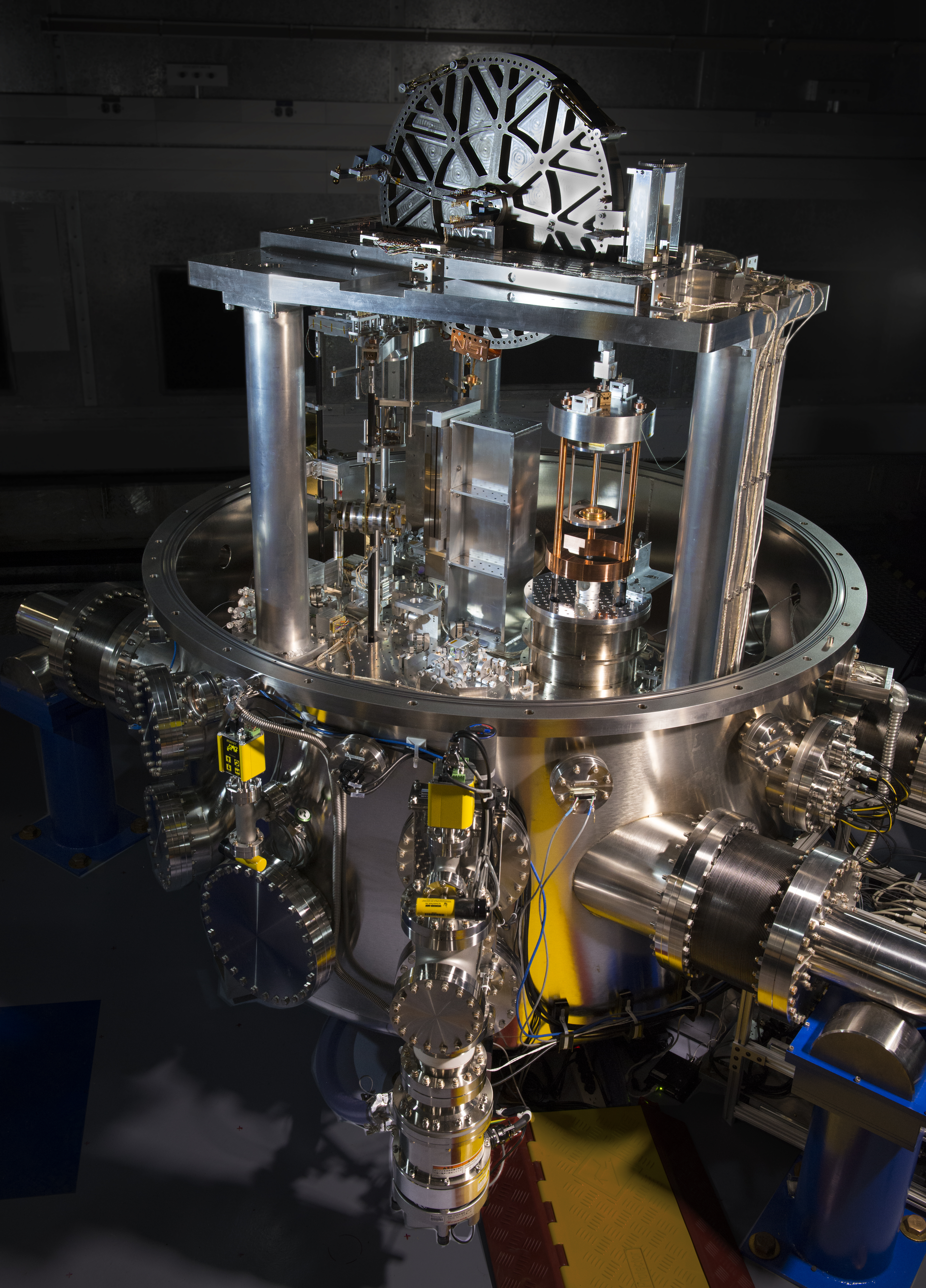
Весы Киббла в NIST

Весы Киббла (ранее ватт-весы, по аналогии с ампер-весами) — прибор для установления соотношения между массой и электрической мощностью. Использовались с середины 1970-х годов для измерения величины постоянной Планка, в XXI веке используются для определения нового эталона килограмма, основанного исключительно на природных величинах. Посмертно названные в честь изобретателя, Б. Киббла, весы Киббла являются усовершенствованием токовых весов и представляют из себя электромеханический инструмент, где масса {\displaystyle m} связана с электрической мощностью уравнением
{\displaystyle UI=mgv,}
где {\displaystyle UI} — произведение электрического тока {\displaystyle I} во время балансирования массы и напряжения {\displaystyle U} в процессе калибровки, {\displaystyle gv} — произведение ускорения свободного падения {\displaystyle g} и скорости платформы {\displaystyle v} во время калибровки весов.

## Принцип работы
Принцип работы ампер-весов основан на законе Ампера: на провод длиной {\displaystyle L} с протекающим по нему электрическим током {\displaystyle I} при внесении его в магнитное поле с индукцией {\displaystyle B} будет действовать сила величиной {\displaystyle BLI}. Если провод нагрузить массой {\displaystyle m}, то при установлении равновесия появится соответствие между силой тока и массой {\displaystyle m}:

| {\displaystyle mg=BLI,} | \| \| \| \| \| \| \| \| | (1) |
|                         |                         |     |
|                         |                         |     |
где {\displaystyle g} — ускорение свободного падения. Точность ампер-весов на практике ограничена точностью измерения константы {\displaystyle BL} в уравнении выше.
Киббл предложил оригинальное решение, позволяющее избежать измерения {\displaystyle BL}. В весах Киббла измерение производится в два шага. На одном из них масса уравновешивается током точно так же, как и в ампер-весах. На втором шаге происходит «калибровка»: ток в проводнике (на практике, в обмотке) отключается, проводник протягивается через то же магнитное поле с постоянной и точно замеренной скоростью {\displaystyle v}. При этом по закону Фарадея на концах проводника образуется напряжение

| {\displaystyle U=BLv.} | \| \| \| \| \| \| \| \| | (2) |
|                        |                         |     |
|                        |                         |     |
Поскольку величина {\displaystyle BL} на обоих шагах одинакова, то из (1) и (2) получаем равенство
{\displaystyle {\frac {U}{v}}=BL={\frac {mg}{I}},}
откуда в свою очередь
{\displaystyle UI=mgv.}
{\displaystyle UI} имеет размерность мощности, но это виртуальная мощность, так как измерения напряжения и тока проходят в разное время. Двухэтапный процесс измерения позволяет, среди прочего, избежать эффектов от потерь (которые могли бы быть вызваны, например, наведёнными токами Фуко).

## Роль в определении килограмма
Весы Киббла были исходно предназначены для измерения постоянной Планка, так как электрическая мощность и постоянная Планка линейно зависимы через эффект Джозефсона и квантовый эффект Холла:
поскольку {\displaystyle I={\frac {U_{I}}{R}}}, {\displaystyle UI={\frac {UU_{I}}{R}}}, где {\displaystyle R} — электрическое сопротивление проводника, {\displaystyle U_{I}} — напряжение, соответствующее току в процессе уравновешивания;
эффект Джозефсона: {\displaystyle U(n)=nf\left({\frac {h}{2e}}\right)};
квантовый эффект Холла: {\displaystyle R(i)={\frac {1}{i}}\left({\frac {h}{e^{2}}}\right)},
где {\displaystyle h} — постоянная Планка, {\displaystyle n} и {\displaystyle i} — целые числа (первое связано со ступенькой Шапиро, второе — фактор заполнения плато квантового эффекта Холла), {\displaystyle f} — частота из эффекта Джозефсона, {\displaystyle e} — заряд электрона. После подстановки выражений для {\displaystyle U} и {\displaystyle R} в формулу для мощности и объединения всех целочисленных коэффициентов в одну константу {\displaystyle C}, виртуальная мощность {\displaystyle UI} оказывается линейно связанной с постоянной Планка:
{\displaystyle UI=Cf_{U}f_{I}{\frac {h}{gv}}}.

Дрейф массы копий эталона

Если эталон массы определяется независимо (как это происходило до начала XXI века), взвешивание гирьки на весах Киббла позволяет точно определить величину постоянной Планка. Однако, со временем точность измерений на весах Киббла росла и к концу XX века превзошла точность искусственных эталонов килограмма: расхождения массы между первичным эталоном и его копиями достигли 60 частей на миллиард, а ошибка весов Киббла — нескольких десятков частей на миллиард.
Сотрудники Национального института стандартов США П. Мор (англ. Peter Mohr) и Б. Тэйлор (англ. Barry Taylor) в 1999 году предложили, наоборот, зафиксировать величину постоянной Планка и использовать эти весы в качестве эталона массы (килограмма). Если {\displaystyle gv} независимо замерено с высокой точностью (практические особенности эксперимента также требуют высокоточного замера частоты), весы Киббла по сути определяют килограмм в зависимости от величины постоянной Планка. XXVI Генеральная конференция по мерам и весам (13 — 16 ноября 2018 года) одобрила новое определение килограмма, основанное на фиксации численного значения постоянной Планка. Решение вступило в силу 20 мая 2019 года.
На практике, взвешивание на весах Киббла — это чрезвычайно сложный эксперимент, и потому Генеральная конференция по мерам и весам в 2011 году рекомендовала создать набор вторичных стандартов в виде привычных гирек, включая как существующие платино-иридиевые эталоны, так и новые сферы из кремния, которые будут далее использоваться для распространения эталона по миру.

## Конструкция
Весы Киббла — чрезвычайно сложный механизм, включающий:
- собственно весы, которые должны поддерживать сложные процедуры регулировки;
- сильный магнит или электромагнит со сверхпроводящими обмотками;
- интерферометр для определения скорости при калибровке;
- высокоточный гравиметр для измерения местных вариаций ускорения свободного падения;
- эталоны для электрических измерений квантового эффекта Холла и эффекта Джозефсона.
- вакуумную камеру. Воздух ограничивает точность интерферометрии, а также вносит трудноустранимую погрешность от действия аэростатической и аэродинамических сил на взвешиваемые объекты и механизм, потому весы должны работать в вакууме.

Сложности постройки весов Киббла привели к тому, что на 2015 год в мире было всего семь метрологических лабораторий, которые построили или собирались построить весы. Кроме Международного бюро мер и весов, это:
- Национальный институт стандартов и технологий США. Ныне действует четвёртый вариант, так называемый NIST-4;
- Национальный научно-исследовательский совет Канады;
- Швейцарский институт метрологии[нем.];
- Национальная лаборатория метрологии и испытаний[фр.] Франции;
- MSL в Новой Зеландии;
- Корейский исследовательский институт стандартов и науки[англ.].